# Leszczyński
Leszczyński là một huyện thuộc tỉnh Wielkopolskie của Ba Lan. Huyện có diện tích 806 km². Đến ngày 1 tháng 1 năm 2011, dân số của huyện là 52194 người và mật độ 65 người/km².